# Широкодзьобий момот
Широкодзьобий момот (Electron) — рід сиворакшоподібних птахів родини момотових (Momotidae). Включає 2 види.

## Поширення
Рід поширений в Центральній та Південній Америці від півдня Мексики до Болівії у тропічних та субтропічних низовинних дощових лісах.

## Опис
Птахи середнього розміру, завдовжки 31-39 см, вагою — 56-66 г. В оперенні спостерігаються оливковий, смарагдовий та бурштиновий кольори (назва роду Electron походить з грецької мови та означає «бурштин»). Від інших момотових відрізняються досить широким дзьобом, а «прапорці» на центральних кермових хвоста не дуже виділяються, або можуть бути зовсім відсутніми.

## Види
- Момот гостродзьобий (Electron carinatum)
- Момот широкодзьобий (Electron platyrhynchum)